# 昭和41年台風第24・26号
昭和41年台風第24・26号（しょうわ41ねんたいふうだい24・26ごう、台風第24号：ヘレン/Heren、台風第26号：アイダ/Ida）は、1966年（昭和41年）9月25日に相次いで日本に上陸した台風。この2個の台風は互いに影響しあい、西側にあった台風第24号は速度が遅く、東側を通った台風第26号は非常に早い速度で北上した。特に台風第26号による土砂災害が顕著であった。

## 台風24号

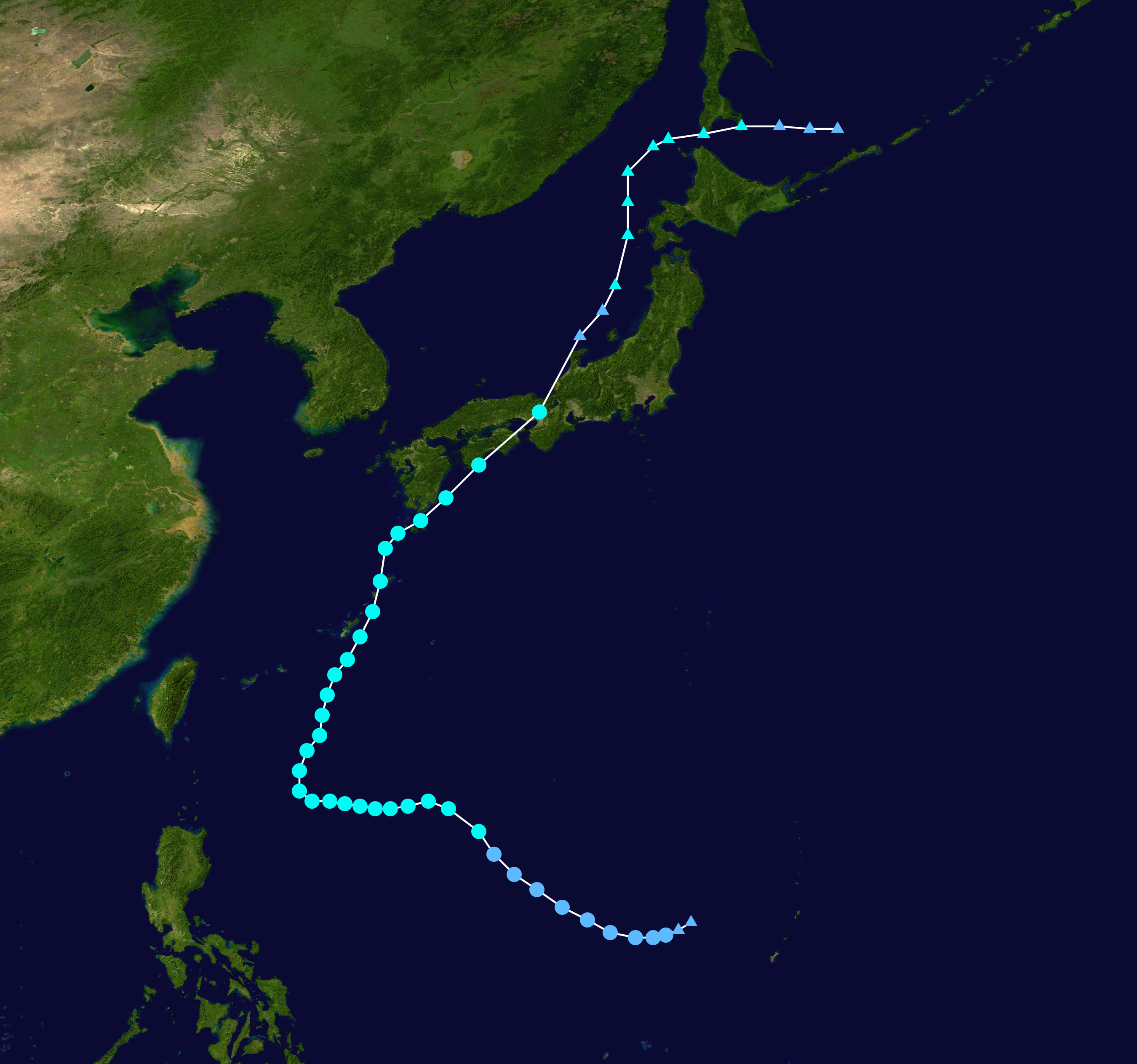
進路図

1966年9月16日9時にテニアン島の西南西の海上で熱帯低気圧が発生し、グアム島の西海上（北緯14度2分・東経140度）で台風第24号（Helen / ヘレン）となった。台風は比較的ゆっくりした速度で進みながら、23日15時頃に南西諸島付近を通過して沖縄本島に最接近し、24日15時から25日0時頃には大隅海峡を通過。25日10時頃高知県安芸市付近に上陸した。この際、秋雨前線の活動を活発化させて西日本で大雨となり、宮崎県では期間降水量が300mmを超えた所もあった。その後台風は勢力を弱めながら、近畿地方北部・能登半島付近を北東に進み、25日21時に佐渡島北方 (北緯39度・東経138度5分) で温帯低気圧に変わり、9月28日21時に択捉島北西の海上で低気圧に吸収されて消滅した。

## 台風26号

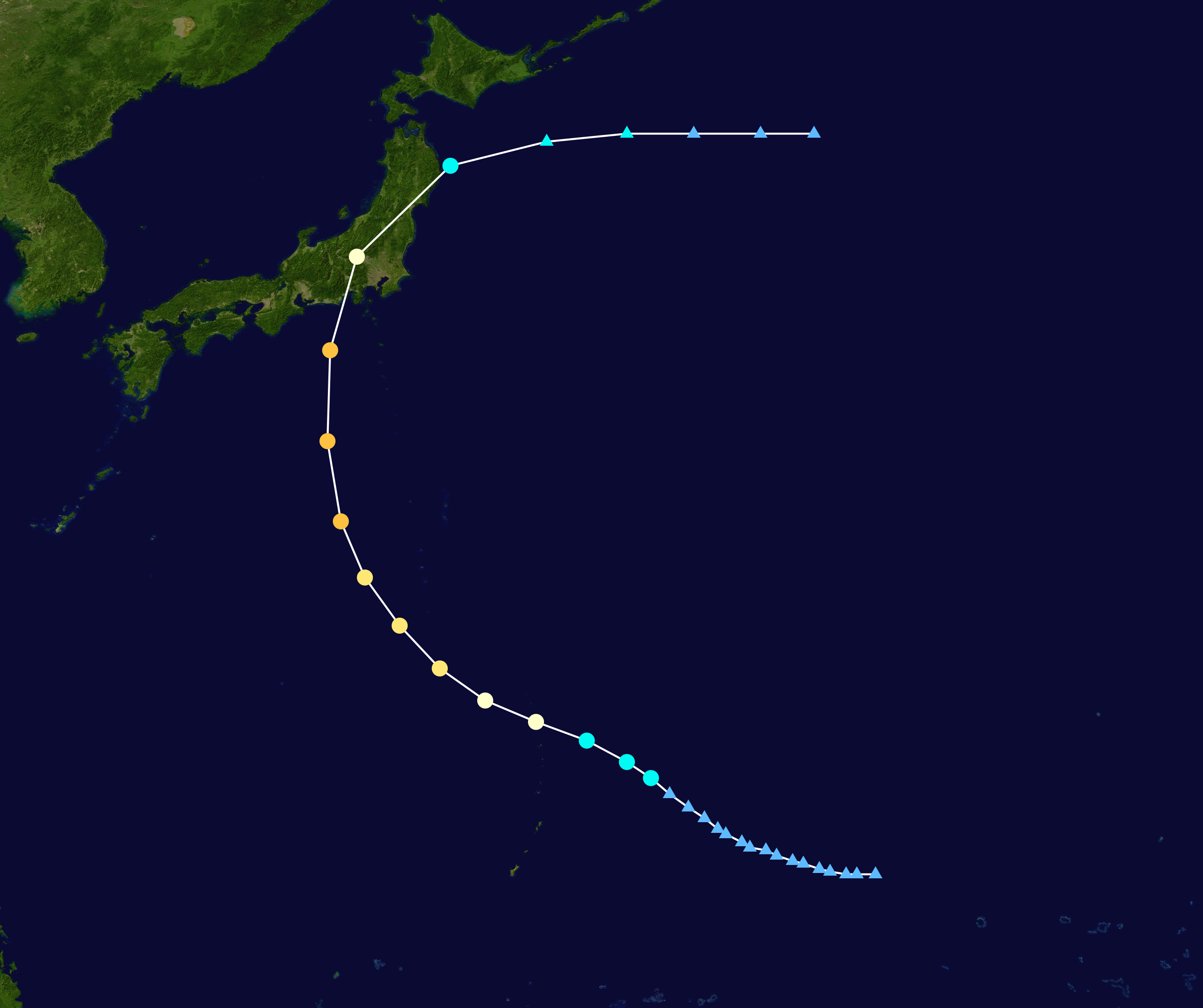
進路図

1966年9月22日9時にサイパン島の東北東の海上で熱帯低気圧が発生し、同日21時にマリアナ諸島近海の北緯18度2分、東経147度6分で台風第26号（アイダ / Ida）となった。台風は発生当初から時速50km前後の高速で北上し、典型的な放物線状の経路を取って、台風第24号より先に25日0時頃に静岡県御前崎市の西方に上陸した。その後は時速70km以上の速度で進み、25日9時に三陸沖（北緯39度3分・東経142度5分）で温帯低気圧に変わった。
この台風により、静岡県御前崎町で最大風速33.0m/s（最大瞬間風速50.5m/s）を観測するなど、東北南部から静岡県にかけて、最大風速20～30m/s、最大瞬間風速30～50m/sの暴風が吹いた。 また静岡県北部から山梨県にかけての山間部と栃木県北部の山間部では、１時間に60～100mmの大雨となり、期間降水量も200～400mmに達した。

## 被害
台風24号は、西日本一帯に豪雨をもたらし、各地で浸水が発生した。また、前線を刺激するとともに台風第26号の進路にも影響を与えたことから、間接的に東日本にも影響を与えた。
台風26号は、東日本一帯に豪雨をもたらし、静岡県と山梨県では大規模な土石流や河川の急激な増水により死者が多数出た。 中でも、山梨県南都留郡足和田村（現在の富士河口湖町）など富士山の山麓では被害が大きく、同村では根場集落上部の山腹斜面が崩壊し、土石流となって集落の7割が流出して、死者・行方不明者は94人を数えている。この台風による災害は、足和田災害あるいは足和田土石流災害などと呼ばれている。山梨県内の死者・行方不明者は170人以上となったほか、関東地方や東北地方でも、河川の氾濫や強風による家屋倒壊により、多数の死傷者が出た。

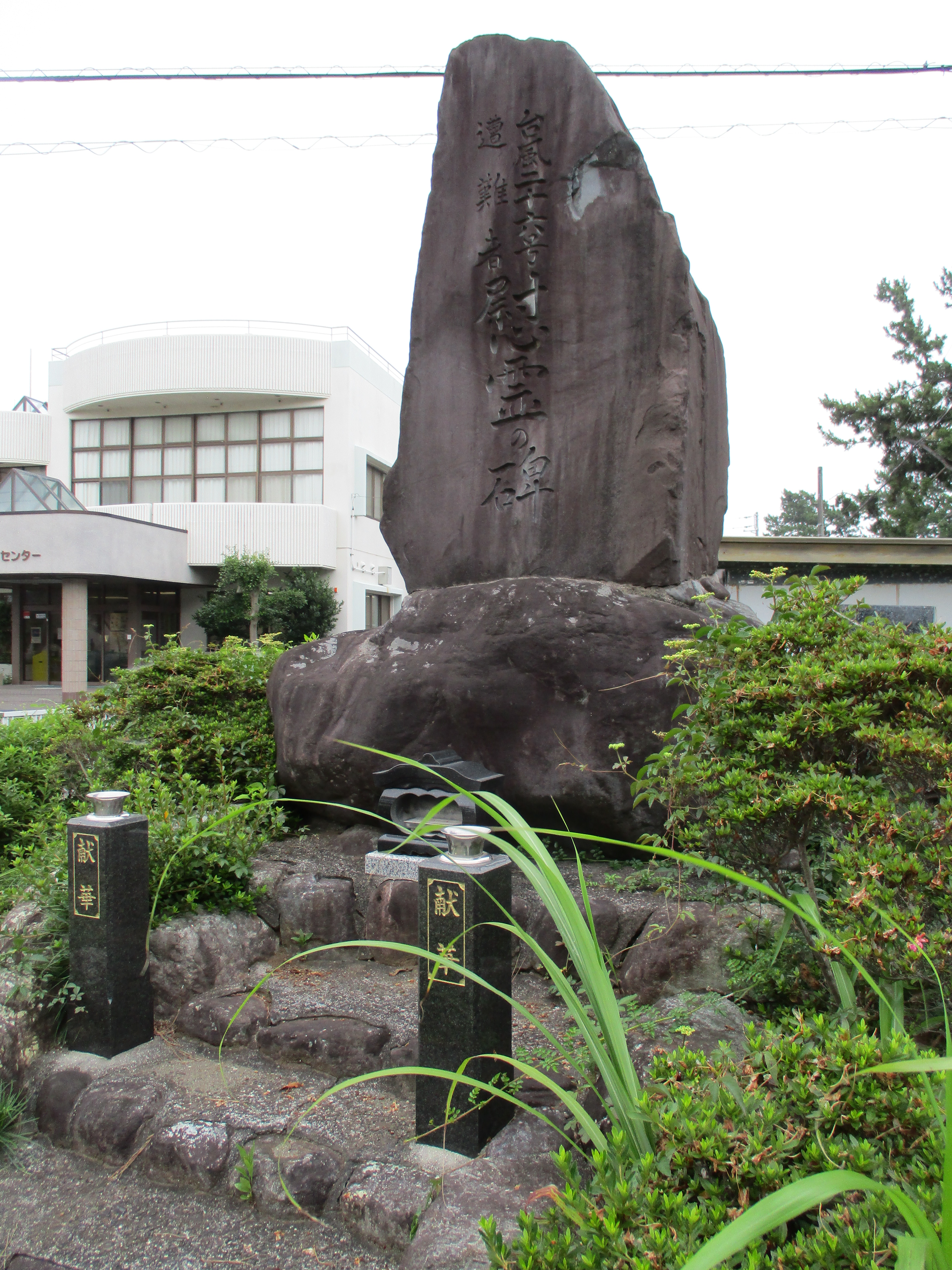
台風二十六号遭難者慰霊の碑（静岡県富士市）

また、台風24号、台風26号の2つの台風により波浪が発達。静岡県富士市吉原海岸では、防波堤を越える波浪により死者13人、負傷者64人の被害を出した。
両台風による被害は、台風26号を主として死者238名、行方不明者79名、負傷者824名、住家全壊2,422棟、半壊8,431棟、床上浸水8,834棟、床下浸水42,792棟となっている（消防白書）。